# Sepsi OSK Sfântu Gheorghe
Sepsi OSK Sfântu Gheorghe ist ein rumänischer Sportverein aus Sfântu Gheorghe, der seit 2017 in der Liga 1, der ersten rumänischen Fußballliga, spielt.

## Geschichte
Die Geschichte von Sepsi OSK begann im Juni 2011, als Diószegi László und Kertész Dávid einen Fußballklub gründeten. Gemäß der Fußballtradition in Sfântu Gheorghe entschieden sie sich für die Vereinsfarben rot-weiß und wählten den Namen OSK (Abkürzung des alten Stadtklubs – Olt Sport Klub) mit dem Zusatz Sepsi für die Abkürzung von Sepsiszentgyörgy – die ungarische Bezeichnung der Stadt.
Der Verein begann 2011 in der 5. Liga. Nach nur einer Saison gelang der Aufstieg in die 4. Liga. Es folgten je 2 Saisonen in der 4. und 3. Liga, bevor Sepsi 2016 den Aufstieg in die Liga II schaffte.
Obwohl die Mannschaft in der Liga II mit einer 2:3-Heimniederlage gegen FC Brașov begann, war sie dennoch so erfolgreich, dass sich die Mannschaft am 28. Mai 2017 in der vorletzten Runde den 2. Platz sicherte und somit in die erste Liga aufstieg.
Sepsi ist die erste und bislang einzige Mannschaft aus dem Kreis Covasna, die es schaffte, in der ersten Liga zu spielen.
Die Mannschaft wird finanziell vom ungarischen Staat unterstützt. Diese Mittel werden für die Förderung des Jugendfußballs in der Region genutzt. Seit Oktober 2021 spielt der Verein im neu errichteten Stadionul Sepsi, welches ebenfalls von der ungarischen Regierung finanziert wurde.

## Erfolge
- Rumänischer Pokal
  - Sieger 2022, 2023
  - Finalist 2020

- Liga III
  - Meister (1): 2011-12

- Liga IV – Covasna
  - Meister (1): 2013-14
  - Vize-Meister (1): 2012-13

- Liga V – Covasna
  - Meister (1): 2011-12

## Europapokalbilanz
| Saison  | Wettbewerb                    | Runde                  | Gegner                          | Gesamt          | Hin     | Rück          |
| ------- | ----------------------------- | ---------------------- | ------------------------------- | --------------- | ------- | ------------- |
| 2021/22 | UEFA Europa Conference League | 2. Qualifikationsrunde | Spartak Trnava                  | 1:1 (3:4 i. E.) | 0:0 (A) | 1:1 (H)       |
| 2022/23 | UEFA Europa Conference League | 2. Qualifikationsrunde | NK Olimpija Ljubljana           | 3:3 (4:2 i. E.) | 3:1 (H) | 0:2 n. V. (A) |
| 2022/23 | UEFA Europa Conference League | 3. Qualifikationsrunde | Djurgårdens IF Fotbollsförening | 2:6             | 1:3 (H) | 1:3 (A)       |
| 2023/24 | UEFA Europa Conference League | 2. Qualifikationsrunde | ZSKA Sofia                      | 6:0             | 2:0 (A) | 4:0 (H)       |
| 2023/24 | UEFA Europa Conference League | 3. Qualifikationsrunde | FK Aqtöbe                       | 2:1             | 1:1 (H) | 1:0 (A)       |
| 2023/24 | UEFA Europa Conference League | Play-offs              | FK Bodø/Glimt                   | 4:5             | 2:2 (H) | 2:3 n. V. (A) |

Gesamtbilanz: 12 Spiele, 4 Siege, 4 Unentschieden, 4 Niederlagen, 18:16 Tore (Tordifferenz +2)